# 上海佘山世茂洲际酒店
31°3′38.9″N 121°8′57.4″E / 31.060806°N 121.149278°E
上海佘山世茂洲际酒店，是在上海市松江区的一个五星级酒店，是全世界第一个建造在石坑内的豪华酒店，是上海海拔最低的酒店，被美国国家地理频道《世界伟大工程巡礼》评为“世界十大建筑奇迹”之一，获得第十八届中国土木工程詹天佑奖。酒店由世茂集团开发建造、洲际酒店集团管理，主体公司为上海世茂槿拓置业有限公司，于2018年11月15日正式营业，於2022年世茂集團出售未果。

## 基本情况
酒店位于上海佘山景区的天马山深坑内（原为废弃的采石矿坑）。毗邻佘山国家森林公园、上海辰山植物园、上海月湖雕塑公园和上海欢乐谷等景区。酒店主体由地表以上2层及地表以下16层构成，地下部分有88米。拥有共336间客房，房间设计融合了“瀑布”及“岩壁”等特色元素。

## 建造及经营
该建筑原计划在2015年年底竣工，2016年上半年投入运营，实际上历经12年、耗资20亿元。建造过程中就拿下38项技术专利。项目期曾用名为上海天马山世贸深坑酒店。2021年上半年，上海佘山世茂洲际酒店以1.34亿元收入成为世茂集团旗下最赚钱的酒店。